# Van Sypesteyn

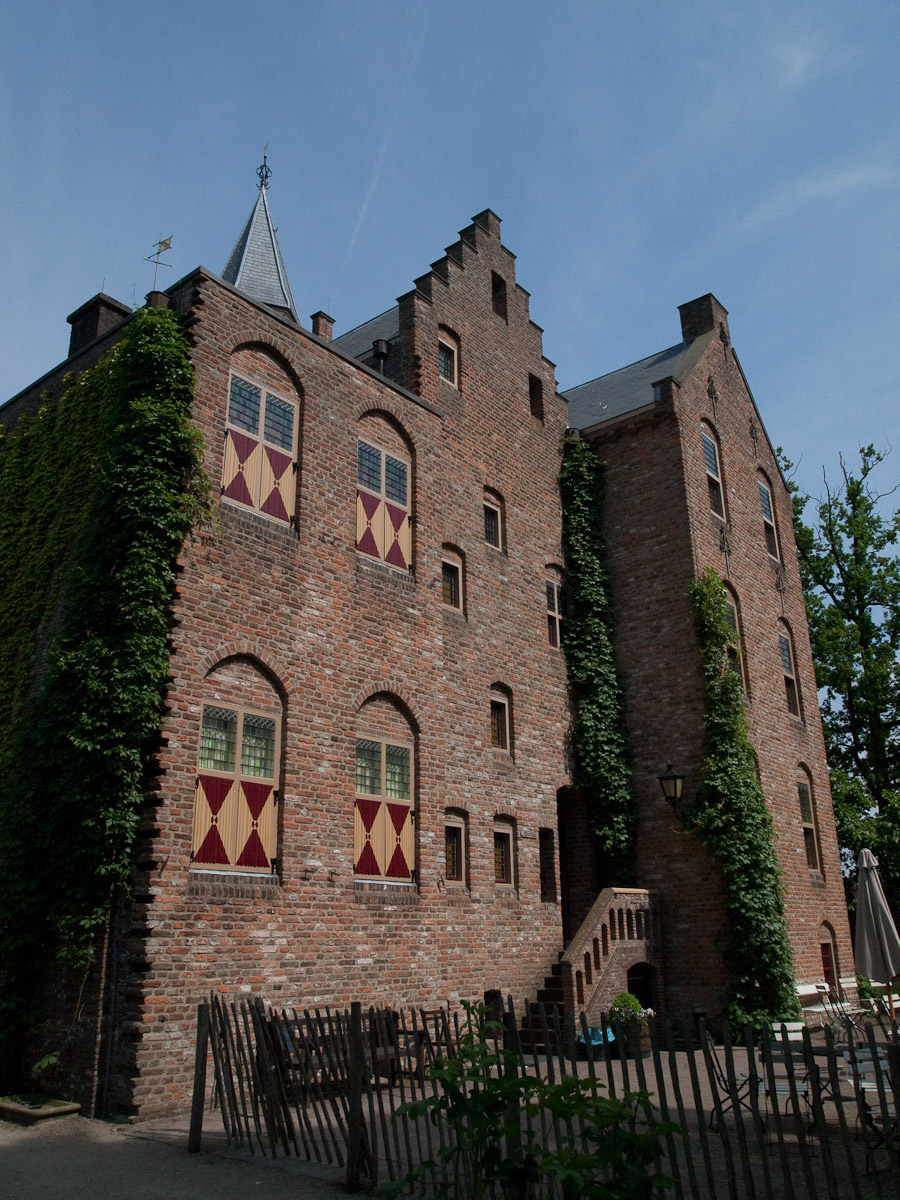
Kasteel Sypesteyn

Van Sypesteyn is een geslacht waarvan leden vanaf 1815 behoren tot de Nederlandse adel en dat in 1946 uitstierf.

## Geschiedenis
De stamreeks begint met Lambert van Sypesteyn die in 1558 op 91-jarige leeftijd overleed. Door het huwelijk in 1588 van mr. Johan van Sypesteyn (1564-1625) met Catharina van Nijenrode, erfdochter van Hillegom (†1615) kwam de heerlijkheid Hillegom in het bezit van de familie. Deze ging later over in het bezit van de familie Six waarvan een familielid het in 1722 aankocht, en sindsdien is het in het bezit van de familie Six gebleven.
Een zoon van het echtpaar Van Sypesteyn-van Nijenrode, mr. Cornelis van Sypesteyn (1596-1665) kocht in 1596 huis en heerlijkheid Sypesteyn, waarvan gedacht werd dat voorvaderen aan de oorsprong van dit huis stonden. Tot 1778 bleef kasteel Sypesteyn in de familie. Daarna werd het, zijnde toen nog slechts terreinen, aangekocht in 1899 door jhr. Catharinus Henri Cornelis Ascanius van Sypesteyn (1857-1937) die het huidige kasteel bouwde.
Bij Koninklijk Besluit van 16 september 1815 werd Wigbold van Sypesteyn (1758-1815) verheven in de Nederlandse adel. In 1946 stierf het adellijke geslacht uit.

## Enkele telgen
mr. Johan van Sypesteyn (1564-1625), meesterknaap van Holland; trouwde in 1588 met Catharina van Nijenrode, erfdochter van Hillegom (†1615)
- mr. Cornelis van Sypesteyn, heer van Hillegom (1596-1665), kanunnik ten Dom
  - mr. Cornelis Ascanius van Sypesteyn, heer van Sypesteyn en Hillegom (1638-1673), baljuw, houtvester en stadhouder van de lenen van Brederode
    - mr. Andries van Sypesteyn (1667-1723), luitenant der burgerij
      - mr. Cornelis Ascanius van Sypesteyn (1694-1744), schepen, raad en burgemeester van Haarlem
        - mr. Cornelis Ascanius van Sypesteyn, heer van Moermont, Renesse en Noordwelle (1722-1783), schepen, raad en burgemeester van Haarlem; trouwde in 1746 met Elizabeth Anna Slicher (1726-1766), lid van de familie Slicher
          - jhr. mr. Wigbold van Sypesteyn (1758-1815), secretaris van Haarlem, lid Vergadering van Notabelen 1814
            - jhr. Jacob Wigbold van Sypesteyn (1815-1871), gemeente-ontvanger
              - jkvr. Cornelia Anna van Sypesteyn (1856-1946), laatste telg van het adellijke geslacht Van Sypesteyn; trouwde in 1877 met jhr. Anne Marie Chétien Henri Bowier (1838-1930), luitenant-kolonel titulair regiment grenadiers en jagers, lid van de familie Bowier

            - jhr. Cornelis Ascanius van Sypesteyn (1785-1841), inspecteur der belastingen; trouwde in 1812 Cornelia Anna Druyvesteyn (1788-1852), lid van de familie Druyvesteyn
              - jhr. Jan Willem van Sypesteyn (1816-1866), directeur van het Koninklijk Huisarchief
                - jkvr. Maria Adriana van Sypesteyn (1854-1941), hofdame van prinses Hendrik; trouwde in 1881 met Jan Derk baron van Wassenaer, heer van Rosande (1851-1914), lid van de Eerste Kamer
                - jkvr. Cornelia Anna van Sypesteyn (1855-1934); trouwde in 1880 met jhr. mr. Leonard Henri Ruyssenaers (1850-1913), diplomaat
                - jhr. Catharinus Henri Cornelis Ascanius van Sypesteyn, heer van Sypesteyn (1857-1937), rentmeester kroondomein, lid gemeenteraad van Wageningen, stichter van kasteel Sypesteyn

              - jhr. Cornelis Ascanius van Sypesteyn (1823-1892), lid Hoge Raad van Adel, lid van de Tweede Kamer der Staten-Generaal, gouverneur van Suriname, lid gemeenteraad van 's-Gravenhage, publicist

        - Maria Machteld van Sypesteyn (1724-1774), miniatuurschilderes, getrouwd met David van Lennep (1721-1771), lid van de familie Van Lennep, eigenaar van de buitenplaats Huis te Manpad